# Magí Bartralot Auladell
Magí Bartralot Auladell (Sant Cugat del Vallès, 1892 - ibídem, 1980) fou un líder rabassaire, polític i alcalde.
Nascut en el si d'una família de rabassaires de Sant Cugat del Vallès que conreava les vinyes de Can Fatjó dels Xiprers i Torre Negra, era el més gran dels tres germans. El 1918 participarà en la fundació de la cooperativa de consum El Espejo, formada per rabassaires i paletes republicans. Aquest mateix any participarà en la creació de l'Agrupació de Cultura Racional de Sant Cugat, de la qual serà escollit president. Va ser un dels fundadors de la Unió de Rabassaires a Sant Cugat el 1922 i des de jove va estar lligat al federalisme. Així mateix, als anys 20 va ser impulsor del cooperativisme i el racionalisme. El 1925 es casa amb Presentació Mir Beltrán, que també era d'idees republicanes, a més de maçona.
El 1929 va ser elegit president de la Unió Santcugatenca per un breu període temps, i el 1930 va ser el secretari del recent creat Centre Republicà Federal (CRF). Era el representant de l'ala més esquerrana i obrerista del CRF.
En proclamar-se la República a Sant Cugat del Vallès, com bon orador que era, va ser un dels encarregats de pronunciar els discursos des de la balconada de l'ajuntament. Va ser escollit regidor pel CRF a les eleccions municipals de 1931, fent-se càrrec dels temes d'educació i cultura. Junt amb Ramon Mas i Colomer va ser un dels impulsors de la publicació L'Avenir, en la que figurava com propietari.
Detingut arran dels fets d'octubre de 1934, seria empresonat al vaixell Uruguay. Va ser jutjat l'octubre de 1935 i condemnat a 6 mesos i un dia de presó.
El juliol de 1936 formà part del Comitè de Milícies Antifeixistes de Sant Cugat del Vallès en representació del CRF. Fou escollit alcalde el 14 d'octubre de 1936, càrrec en el qual es mantindria fins a la seva dimissió el 19 de gener de 1938. Poc després seria cridat a files. En finalitzar la guerra va passar a França, on va participar en la resistència a l'ocupació nazi. Després de la guerra treballà primer a Carcassona i més tard a una finca, on es va retrobar amb el seu germà Bonaventura, supervivent del camp de Mauthausen. Tornà a Sant Cugat el 1948, retrobant-se amb la seva dona Presentació Mir Beltrán, que havia patit la repressió franquista. Decebut per la situació que va trobar, es va retirar a treballar les seves terres, abandonant la política activa.
Moriria a Sant Cugat el 1980, deixant com última voluntat el desig de ser enterrat civilment i amb la bandera republicana cobrint el taüt.